# Oreina peirolerii
Oreina peirolerii is een keversoort uit de familie bladkevers (Chrysomelidae). De wetenschappelijke naam van de soort werd in 1834 gepubliceerd door Bassi.